# Puchar Beskidów 1969
Puchar Beskidów 1969 – dwunasta edycja tego pucharu. Konkursy rozegrane w Wiśle i w Szczyrku odbyły się w 24 i 26 stycznia. Tym razem cykl rozpoczynał konkurs w Szczyrku, a finał odbył się w Wiśle. Drugi tytuł w historii wywalczył Józef Przybyła (było to również jego piąte podium). Drugie miejsce zajął reprezentant ZSRR Garij Napałkow, a trzecie miejsce zajął jego rodak Anatolij Żegłanow. 

## Terminarz
Na podstawie danych [1]
| Lp | Data             | Miejscowość | Skocznia | Uwagi | 1. miejsce     | 2. miejsce        | 3. miejsce        |
| -- | ---------------- | ----------- | -------- | ----- | -------------- | ----------------- | ----------------- |
| 1. | 24 stycznia 1969 | Szczyrk     | Skalite  | –     | Józef Przybyła | Anatolij Żegłanow | Horst Queck       |
| 2. | 26 stycznia 1969 | Wisła       | Malinka  | –     | Garij Napałkow | Józef Przybyła    | Tadeusz Pawlusiak |

## Wyniki zawodów

### Szczyrk(24.01.1969)
| Msc.  | Zawodnik             | I seria | II seria | Punkty |
| ----- | -------------------- | ------- | -------- | ------ |
| 1.    | Józef Przybyła       | 75,0 m  | 79,5 m   | 227,0  |
| 2.    | Anatolij Żegłanow    | 74,0 m  | 78,0 m   | 226,5  |
| 3.    | Horst Queck          | 74,5 m  | 77,5 m   | 219,5  |
| 4.    | Garij Napałkow       | 76,0 m  | 73,5 m   | 219,0  |
| 5.    | Władimir Smirnow     | 72,0 m  | 76,5 m   | 216,6  |
| 6.    | Aleksandr Iwannikow  | 73,0 m  | 77,0 m   | 216,1  |
| 7.    | Tadeusz Pawlusiak    | 74,0 m  | 73,5 m   | 213,8  |
| 8.    | Władimir Szczerbakow | 73,0 m  | 77,0 m   | 212,2  |
| 9.    | Wolfgang Stöhr       | 72,0 m  | 73,0 m   | 209,8  |
| 10.   | Jürgen Dommerich     | 73,5 m  | 77,5 m   | 207,4  |
| . . . |                      |         |          |        |

### Wisła(26.01.1969)
| Msc.  | Zawodnik             | I seria | II seria | Punkty |
| ----- | -------------------- | ------- | -------- | ------ |
| 1.    | Garij Napałkow       | 89,0 m  | 90,5 m   | 222,3  |
| 2.    | Józef Przybyła       | 90,0 m  | 88,5 m   | 221,9  |
| 3.    | Tadeusz Pawlusiak    | 88,5 m  | 86,5 m   | 215,5  |
| 4.    | Jürgen Dommerich     | 88,0 m  | 87,0 m   | 214,5  |
| 5.    | Manfred Wolf         | 87,0 m  | 90,0 m   | 211,5  |
| 6.    | Władimir Szczerbakow | 88,5 m  | 87,5 m   | 211,4  |
| 7.    | Heinz Schmidt        | 88,5 m  | 87,5 m   | 210,9  |
| 8.    | Horst Queck          | 89,5 m  | 85,0 m   | 206,6  |
| 9.    | Wolfgang Stöhr       | 84,0 m  | 84,5 m   | 205,9  |
| 10.   | Anatolij Żegłanow    | 83,5 m  | 84,0 m   | 205,3  |
| . . . |                      |         |          |        |

## Klasyfikacja generalna
| Miejsce | Zawodnik                   | Punkty |
| ------- | -------------------------- | ------ |
| 1.      | Józef Przybyła             | 448,9  |
| 2.      | Garij Napałkow             | 441,3  |
| 3.      | Anatolij Żegłanow          | 430,0  |
| 4.      | Tadeusz Pawlusiak          | 429,3  |
| 5.      | Horst Queck                | 426,1  |
| 6.      | Władimir Szczerbakow       | 423,7  |
| 7.      | Jürgen Dommerich           | 421,9  |
| 8.      | Aleksandr Iwannikow        | 419,0  |
| 9.      | Heinz Schmidt              | 418,2  |
| 10.     | Władimir Smirnow           | 417,1  |
| 11.     | Wolfgang Stöhr             | 415,7  |
| 12.     | Ryszard Witke              | 412,0  |
| 13.     | Stanisław Gąsienica-Daniel | 408,2  |
| 14.     | Manfred Wolf               | 403,9  |
| 15.     | Sławomir Kardas            | 394,9  |
| 16.     | Mihály Gellér              | 388,7  |
| 17.     | Andrzej Sztolf             | 381,5  |
| 18.     | Władimir Gałkin            | 380,1  |
| 19.     | László Gellér              | 375,2  |
| 20.     | Hans-Georg Aschenbach      | 375,1  |
| 21.     | Jan Bieniek                | 372,2  |
| 22.     | Stanisław Murzyniak        | 369,6  |
| 22.     | Heinz Wosipiwo             | 369,6  |
| 24.     | Bernd Hoddow               | 365,7  |
| 25.     | Bernd Eckstein             | 356,3  |
| 26.     | Wiktor Sobański            | 355,2  |
| 27.     | Lech Nadarkiewicz          | 354,2  |
| 28.     | Jaroslav Sláma             | 350,7  |
| 29.     | Stanisław Kubica           | 346,6  |
| 30.     | Peter Schlang              | 343,1  |
| ...     |                            |        |